# Форт Носса-Сеньйора-да-Віторія
Форт Носса-Сеньйора-да-Віторія-де-Массангано, широко відомий як фортеця Массангано (Forteleza de Massangano), розташований у селі-комуні Массангано, муніципалітет Камбамбе, провінція Куанза-Норте, в Анголі.

## Історія

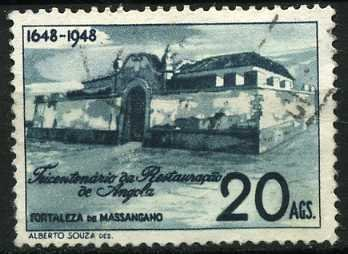
Португальська марка 1948 р. із зображенням форту Массангано

У цьому місці в 1580 році відбулася битва при Массангано, у якій португальські війська перемогли війська короля Квілуанге Королівства Ндонго.
Пізніше, у 1582 році, португальські війська під командуванням капітана Паулу Діаша де Новаїса були відбиті Ндонго, коли вони намагалися проникнути в регіон у пошуках легендарних срібних копалень.
Це укріплення було збудовано самим Новаїсом або Мануелем Сервейра Перейра, згідно з іншими авторами, на березі річки Кванза в 1583 році з метою розширення та забезпечення португальської окупації в регіоні. Окрім позначення португальської військової присутності, ця будівля гарантувала цілісність комерційних мереж, включаючи работоргівлю на американському континенті.
Пізніше, у 1640 році, війська королеви Ани де Суза Ґінґа напали на форт Массангано, але дві її сестри Камбу та Фунґі були ув'язнені, а остання була страчена. Зіткнувшись з окупацією Луанди військами голландської Вест-Індійської компанії в серпні 1641 року, португальці відступили саме до Массангано, де вони чинили опір до відвоювання Луанди Сальвадором Коррейя де Са-е-Беневідесом у серпні 1648 року.
У Массангано також був затриманий Хосе Альварес Масіель, який брав участь в Inconfidência Mineira в 1790-х роках, і був звільнений туди, щоб боротися за власне виживання.
До середини XIX століття в'язницею та її гарнізоном керував капітан-майор. У 1825 році губернатор Фео Торрес повідомив, що населення Віла-да-Віторія (Массангано) становило 10910 жителів. У 1885 році було 13500. У 1854 році в місті було близько 600 будинків, а гарнізон фортеці нараховував 12 гармат і легку роту в 70 чоловік, хоча раніше він складався з двох рот ополчення і однієї роти тубільців.
Деякі будівлі та руїни Массангано були класифіковані як національні пам'ятки відповідно до декрету провінції № 81 від 28 квітня 1923 року. Наразі вони перебувають у руках держави, закріплені за Міністерством культури.

## Особливості
Фортеця має квадратний план, без бастіонів по краях. У його стінах видно десять гарматних точок. Сюди можна потрапити через склепінчастий тунель від брами з боку суходолу. На його набережній стоять службові будівлі: Casa do Comando (Будинок командування) і Quartel de Tropa (Казарми).
Біля пандусу, що забезпечує доступ до форту, кам'яний напис:
Перша фортеця / 1604 / Державна / Пам'ятка.
Біля брами розташовані дві бронзові таблички з написом:
Візит глави держави генерала Франсіско Ігіно Кравейру Лопеша на пам'ять і вшанування героїв опору та визволення Анголи. 28 червня 1954 р.
та
18 серпня 300 років із Відновлення Анголи губернатор Жозе Агапіто да Сілва Карвалью, представники військової армії та флоту, нащадки Сальвадора Коррейя та всі соціальні верстви населення зібралися тут, підтверджуючи свою шану до пам’яті тих, хто так героїчно чинив опір голландському вторгненню на цьому оплоті, дозволивши остаточно приєднати Анголу до суверенітету Португалії. G. C. F. L. серпень 1948 р.